# 米盧德·哈德菲體育場
米盧德·哈德菲體育場（阿拉伯语：‎）是一座位於阿爾及利亞瓦赫蘭比爾吉爾的綜合體育場。它於2019年完工，主要用於足球比賽。它可容納40,143人。該體育場的建設工程經費約為1.423億US$，它是一座擁有田徑跑道的奧林匹克體育場，它是阿爾及利亞首座大型體育園區。體育場是阿爾及利亞首座座位有全遮蔽的體育場。

## 外部連結
- Future stadium images at worldstadiums.com